# Vallejuelo (San Juan)
Vallejuelo es un municipio de la República Dominicana, que está situado en la provincia de San Juan.

## Límites
Municipios limítrofes:
|                   | Norte: San Juan             |                |
| Oeste: El Cercado |                             | Este: San Juan |
|                   | Sur: Neiba, Galván y Tamayo |                |

## Distritos municipales
Está formado por los distritos municipales de:
| Nombre     | Código   |
| ---------- | -------- |
| Vallejuelo | 07220601 |
| Jorjillo   | 07220602 |

## Historia
Es relativamente un municipio joven. Fue elevado a Distrito Municipal en 1970. Los primeros pobladores residían en Río Arriba del Sur en 1880; estas personas habían llegado de la región del Cibao. Luego, en 1912, varias familias de Hondo Valle y El Cercado se asentaron en Vallejuelo y zonas adyacentes.  
Las actividades comerciales comenzaron en 1936 cuando un nativo de San Juan de la Maguana instaló el primer aserradero.
En 1936 las actividades comerciales de los pobladores todavía usaban el método de trueque con los residentes de Neyba, con quienes intercambiaban productos agrícolas por sal. No hay información disponible con respecto al origen del nombre de Vallejuelo. Lo que puede ser confirmado es que era un hato. También, que las primeras áreas en ser pobladas fueron Río Arriba del Sur (por personas del Cibao), Capulín (por personas de Neyba) y Jorgillo (por personas de Hondo Valle).
Un patrimonio natural del municipio es el Parque Sierrita, donde los ríos Bao y La Laguna de Sabana comienzan en Jorgillo.

## Demografía
Tiene una población según el censo del año 2010 de 12,403 habitantes de los cuales 6,670 son hombres y 5,733 mujeres. 

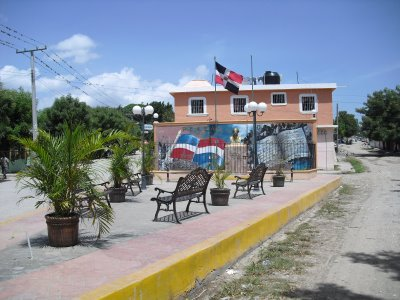
Plaza Juan Pablo Duarte. Un hermoso monumento a la Independencia Nacional.

## Economía

### Producción
La economía de este municipio depende de la producción de habichuelas, maíz y cebollas. Otros rubros agrícolas que en la actualidad se está produciendo en cantidad comercial en este municipio son, ajíes, berenjenas, en la zona del hato, café en Rio Arriba del Sur, auyamas y guandules en Jorgillo.
Vallejuelo tiene una población económicamente activa (PEA) de 4,354 personas, de las cuales 3,242 (74%) están actualmente empleadas. De esos que están empleadas 163 (5%) trabajan como servidores públicos.

### Turismo
Turismo: En la actualidad esta comunidad, cuenta con varios atractivos turísticos, dentro de los cuales se destacan, La Piedra de la Mesa, El Balneario Recreativo Turístico y Las montañas para la práctica del parapente.

## Festividades
Las fiestas patronales son el 30 de noviembre en honor a San Andrés Apóstol. 

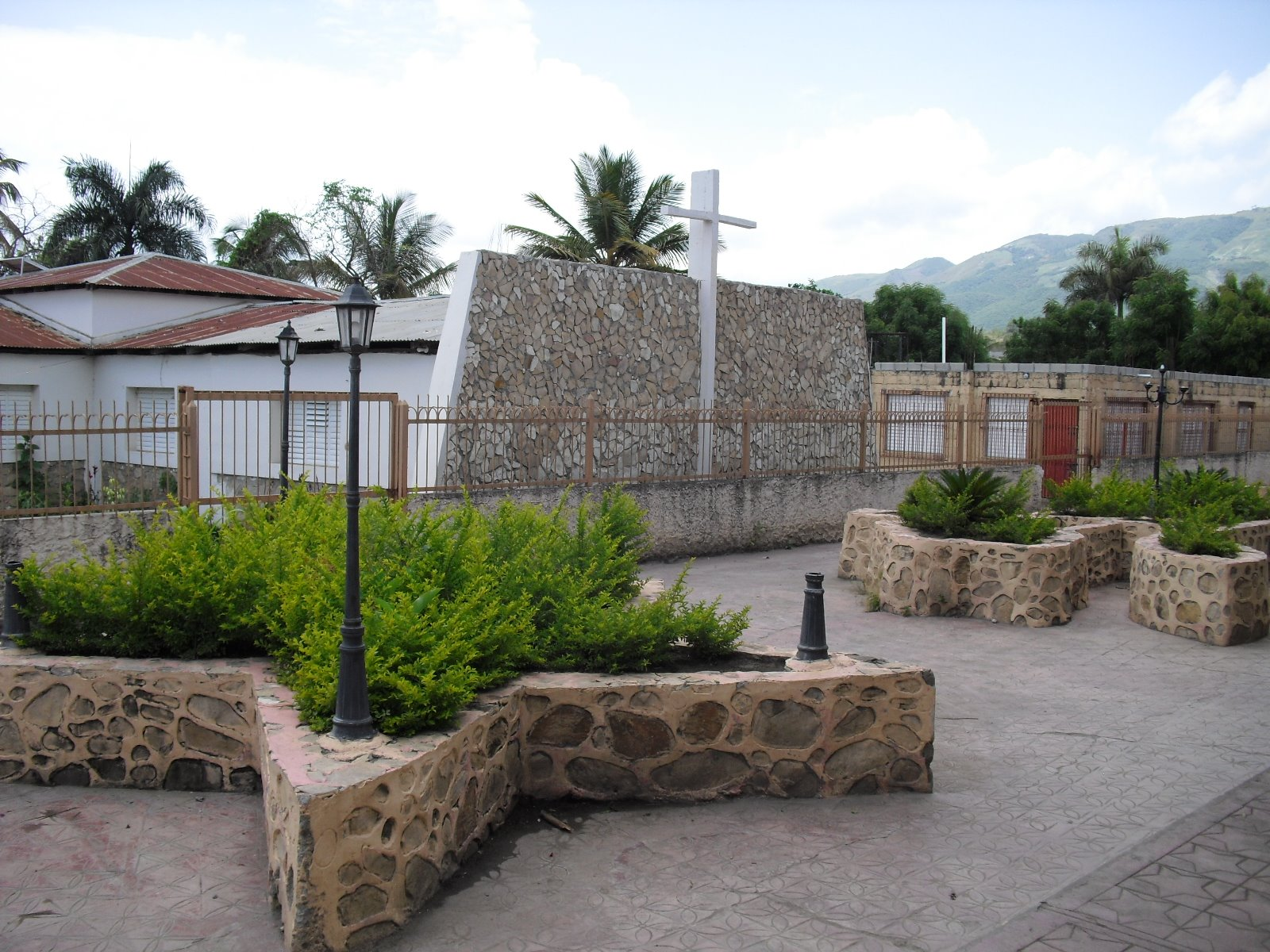
Iglesia Católica.